# Kraftverk
Ett kraftverk, tidigare även kraftstation, är en anläggning för produktion av elektricitet, det vill säga den omvandlar någon annan form av energi till elektrisk energi med hjälp av en generator.
En anläggning som endast producerar värme, men inte elektricitet, kallas värmeverk. En anläggning som producerar både elektricitet och värme kallas kraftvärmeverk.

## Typer av kraftverk

### Mekaniska kraftverk
- Vattenkraftverk
- Vågkraftverk
- Vindkraftverk
- Tidvattenkraftverk

### Värmekraftverk
- Kolkraftverk
- Kärnkraftverk
- Kraftvärmeverk
- Naturgaskraftverk
- Oljekraftverk
- Geotermiskt kraftverk